# PGC 28275
PGC 28275 (другие обозначения — MK 1236, NPM1G +00.0273) — галактика в созвездии Секстанта.
Является спутником галактики NGC 3023. В спектре PGC 28275 наблюдаются эмиссионные линии, такие же, как у звёзд Вольфа — Райе, с шириной около 25 ангстрем, а также более узкие линии туманностей. В этой галактике происходит мощная вспышка звездообразования.